# Brienzwiler
Brienzwiler – gmina (niem. Einwohnergemeinde) w Szwajcarii, w kantonie Berno, w regionie administracyjnym Oberland, w okręgu Interlaken-Oberhasli. Leży w Berner Oberland.

## Demografia
W Brienzwiler mieszka 481 osób. W 2020 roku 10,4% populacji gminy stanowiły osoby urodzone poza Szwajcarią.

## Transport
Przez teren gminy przebiegają drogi główne nr 4, nr 6 i nr 11.